# Transposon

Bakterielles Transposon

Ein Transposon (umgangssprachlich springendes Gen) ist ein DNA-Abschnitt im Genom, der seine Position im Genom verändern kann (Transposition). Man unterscheidet Transposons, deren mobile Zwischenstufe von RNA gebildet wird (Retroelemente oder Klasse-I-Transposon), von denjenigen, deren mobile Phase DNA ist (DNA-Transposon oder Klasse-II-Transposon). Im Gegensatz zum Retroelement können diese Transposons ihren Locus ohne eine RNA-Zwischenstufe verändern. Transposons werden als eine Form eigennütziger DNA bezeichnet, obwohl sie ihrem Träger Vorteile verschaffen können.

## Eigenschaften
Wenn Transposons autonom sind, also ihre „Werkzeuge zum Springen“ selbst mitbringen, sind sie oftmals von kurzen Wiederholungssequenzen (repeats) umgeben, die für die Transposition notwendig sind. Die Orientierung dieser Wiederholungssequenzen kann gleichgerichtet sein (direct repeat) oder gegenläufig (inverted repeat oder IR). Die typische Beschaffenheit der Wiederholungssequenzen wird häufig zur Klassifikation von Transposons herangezogen. Vollständige, autonome Transposons enthalten ein oder mehrere Gene; eines der Gene codiert immer für eine Transposase.
Transposons sind begrenzt von einer kleinen (8–40 bp), gegenläufig-identischen, nicht informativen Nucleotidsequenz (inverted repeat); diese sind für die Funktion der Transposase (das für das Springen verantwortliche Enzym), zwingend notwendig. Des Weiteren sind DNA-Transposons auch von 3–13 bp langen gleichgerichteten Wiederholungen (direct repeats) umgeben. Diese gehören aber zur Wirts-DNA und entstehen dadurch, dass beim Integrieren, ähnlich wie bei einem Restriktionsenzym, an beiden Strängen versetzt geschnitten wird, dann das Transposon integriert wird und die Einzelstränge durch zelleigene Reparaturenzyme wieder aufgefüllt werden. Diese direct repeats werden deswegen auch als target site duplications bezeichnet.
Beim Herausschneiden bleiben diese Duplikationen oft erhalten, sodass „Fußabdrücke“ (foot prints) beim Herausschneiden des DNA-Transposons übrigbleiben, die eine Insertion darstellen. Teilweise werden auch beide Duplikationen herausgeschnitten, sodass es effektiv zu einer Deletion kommt (die Duplikationen sind von der Wirts-DNA).

## Entdeckung und Bedeutung
Entdeckt wurden die Transposons 1948 von der US-amerikanischen Botanikerin Barbara McClintock im Mais, die für diese Entdeckung 1983 mit dem Nobelpreis geehrt wurde. Seitdem wurden Transposons auch in vielen anderen Organismen nachgewiesen, so zum Beispiel auch beim Menschen. In der Genetik und Entwicklungsbiologie spielen besonders die Transposons von Drosophila melanogaster eine große Rolle, da diese gezielt in die Fliegen injiziert und stabil ins Genom integriert werden können. Durch gentechnisch veränderte Transposons können auf diese Weise relativ einfach transgene Fliegen hergestellt werden, die für die Erforschung der Genfunktionen eine wichtige Rolle spielen.
Transposons können aber auch auf Plasmide oder Phagengenome übertragen werden, was zu infektiösen Mutationen führen kann. So kann die neu eingefügte genetische Information bei Bakterien Resistenz gegen Antibiotika hervorrufen.
Transposons machen etwa die Hälfte des menschlichen Genoms aus.  Eine gut unterstützte Theorie geht davon aus, dass die Rekombinasen RAG1 und RAG2, die für die V(D)J-Rekombination bei der Immunglobulin-Produktion zuständig sind, von Transposasen abstammen, womit das Immunsystem der Wirbeltiere von DNA-Transposons abstammt.
DNA-Transposons können auch auf Plasmide springen und durch die Kointegrate somit Resistenzgene enthalten. Es ist somit nicht auszuschließen, dass sie für die Verbreitung von Resistenzen gegen Antibiotika eine Rolle spielen. Rund 45 % des menschlichen Genoms bestehen aus transponiblen Elementen, die jedoch nur zu einem sehr geringen Anteil zum Springen fähig sind. Es gibt auch die Theorie, dass die Immunglobuline von Transposons abstammen. Insofern ist es strittig, ob man Transposons zu Junk-DNA zählen soll. Forschungsergebnisse von Eric Lander et al. (2007) zeigen jedoch, dass Transposons eine durchaus wichtige Funktion haben, da sie als kreativer Faktor im Genom wichtige genetische Innovationen rasch im Erbgut verbreiten können.
Andere Lebewesen haben einen anderen Genomanteil an Transposons, so sind in D. melanogaster nur etwa 15–22 % und in Caenorhabditis elegans etwa 12 % des Genoms transponible Elemente. Bei einigen Pflanzen wie z. B. Mais können jedoch über 80 % des Genoms Transposons sein. Die folgende Tabelle gibt eine Übersicht der Anteile transponibler Elemente an der genomischen DNA.
| Spezies                  | Spezies   | Genommasse in Pikogramm | Genomgröße in Gigabasenpaaren | Prozentualer Anteil transponibler Elemente |
| ------------------------ | --------- | ----------------------- | ----------------------------- | ------------------------------------------ |
| Rana esculenta           | Frosch    | 5,6–8,0                 | 5,5–7,8                       | 77                                         |
| Zea mays                 | Mais      | 5,0                     | 4,9                           | 85                                         |
| Homo sapiens             | Mensch    | 3,5                     | 3,4                           | 45                                         |
| Mus musculus             | Maus      | 3,4                     | 3,3                           | 40                                         |
| Drosophila melanogaster  | Taufliege | 0,18                    | 0,17                          | 15–22                                      |
| Caenorhabditis elegans   | Wurm      | 0,1                     | 0,098                         | 12                                         |
| Saccharomyces cerevisiae | Hefe      | 0,012                   | 0,0117                        | 3–5                                        |
| Escherichia coli         | Bakterium | 0,0046                  | 0,0045                        | 0,3                                        |

## Vermehrungsmechanismen
Bei DNA-Transposons wird zwischen der konservativen Transposition und der replikativen Transposition unterschieden. Während bei der konservativen Transposition das Transposon aus der DNA herausgeschnitten und an anderer Stelle wieder eingebaut wird („Cut & Paste“), wird bei der replikativen Transposition das Transposon nicht herausgeschnitten, sondern eine Kopie erstellt, die an anderer Stelle eingebaut wird („Copy & Paste“). Bei der replikativen Transposition wird die Anzahl der Transposons vermehrt. Das Herausschneiden bzw. das Kopieren des Transposons erfolgt mit Hilfe des Enzyms Transposase.
DNA-Transposons, die zu klein sind, um ein Protein zu codieren, bezeichnet man als „Miniature Inverted-repeat Transposable Elements“ (MITEs). Sie können sich nicht autonom verbreiten. Wie sie sich vermehren oder verschieben, ist noch unklar. Möglicherweise war das Transposase-Gen einmal vorhanden und ist nun defekt oder verloren gegangen. Möglicherweise kopieren und verschieben sich MITEs durch Transposaseenzyme, die von anderen, größeren Transposons codiert werden und die gleiche Erkennungssequenz besitzen (inverted repeats).
RNA-Transposons (oder besser „Retroelemente“) springen, indem sie in mRNA transkribiert werden, die anschließend in cDNA umgeschrieben (durch eine Reverse Transkriptase) und wieder integriert werden. Dabei vermehren sich die Retroelemente. Die Unterklasse der sogenannten SINEs, aber auch andere nicht mehr autonome Retroelemente haben keine Reverse Transkriptase mehr und sind auf eine fremde (etwa von anderen Retroelementen) angewiesen.

## Funktionelle Einteilung transponibler Elemente
Je nachdem, ob das intermediäre Element DNA oder RNA ist, unterscheidet man zwischen DNA-Transposons (auch Klasse-II-Transposon genannt) und sogenannten Retroelementen (Klasse-I-Transposon). Die Retroelemente besitzen entweder long terminal repeats (LTR; bei LTR-Retrotransposons bzw. Retrotransposons im engeren Sinne und bei klassischen Retroviren) oder nicht (Retroposons).

## Evolution der Transposons
Die Evolution der Transposons und ihre Auswirkungen auf die Evolution des Genoms ist zurzeit Gegenstand kontroverser Forschung.
Transposons findet man in allen Zweigen des Lebens. Es ist jedoch unbekannt, ob sie vom „Urvorfahr“ vererbt wurden, oder ob sie mehrfach unabhängig voneinander entstanden sind, oder möglicherweise einmal entstanden und dann unter den Lebewesen durch horizontalen Gentransfer verbreitet wurden. Für letzteres ergibt eine 2008 erschienene Untersuchung starke Hinweise. So finden sich nahezu identische space-invader-(SPIN-)Gene in so unterschiedlichen Arten wie Mäusen und Fröschen. Obwohl Transposons ihrem Wirt Vorteile verschaffen können, werden sie generell als eigennützige DNA-Parasiten eingestuft, welche in Genomen zellularer Organismen „leben“. Auf diese Art sind sie Viren ähnlich. Viren und Transposons haben Ähnlichkeiten in ihrer Genomstruktur und ihren biochemischen Eigenschaften. Dies führt zu der Spekulation, dass Viren und Transposons einen gemeinsamen Vorfahren haben könnten (Siehe Nucleocytoviricota Äußere Systematik).
Interessanterweise codieren Transposons oft das Enzym Transposase, welche eine wichtige Rolle im Vermehrungsmechanismus des Transposons selbst spielt. Dies könnte man als virenähnliche Eigenschaft deuten, da auch das Genmaterial von Viren eben genau die Genprodukte codiert, die zur Weiterverbreitung ebendieses Virengenoms dienen.
Da eine exzessive Transposonaktivität das Genom zerstören kann, scheinen viele Organismen Mechanismen entwickelt zu haben, welche die Transposition auf ein handhabbares Maß reduzieren. Bakterien können eine hohe Gendeletionsrate aufweisen als Teil eines Mechanismus, welcher Transposons und Viren aus ihrem Genom entfernen soll. Hingegen könnten eukaryotische Organismen den RNA-Interferenz (RNAi)-Mechanismus entwickelt haben, um die Transposonaktivität einzuschränken. In dem Fadenwurm Caenorhabditis elegans verringern einige Gene, die für RNAi benötigt werden, die Transposonaktivität.

## Phasenvariation
In bestimmten Stämmen von Salmonella Typhimurium ist ein Transposon dafür verantwortlich, dass der Organismus etwa alle 1000 Generationen zwischen zwei Variationen des Flagellins, dem Hauptbestandteil des Flagellums, hin und her schaltet. Da beide Varianten durch unterschiedliche Antikörper erkannt werden, ist das für den Organismus von Vorteil.

## Gruppen prokaryotischer Transposons
Das einzige Gen, welches in einer Insertionssequenz (IS) enthalten ist, codiert das Enzym Transposase. Dieses katalysiert die Bewegung des Transposons von einer Stelle der DNA zu einer anderen. Dabei handelt es sich meist um eine konservative Transposition. Nur selten wird replikativ transponiert (alte Sequenz bleibt erhalten). Das Transposase-Gen wird dann beidseitig von Inverted Repeats flankiert.
Die sogenannte Tn3-Familie besitzt neben der Transposase auch eine Resolvase (tnpR) und enthält eine sogenannte res-Site". Transposasen der Tn3-Familie schneiden im Gegensatz zu denen der IS-Elemente nicht zwingend an den eigenen IR, sondern auch an entfernteren IR der gleichen Familie. Dadurch wird ein großes Stück Wirts-DNA eingeschlossen (Kointegrat), das durch die Resolvase in der res-Site herausgeschnitten wird. Die Tn3-Familie transponiert zudem bevorzugt replikativ.
Auch gehören einige Phagen, wie der Phage Mu (Spezies Escherichia-Virus Mu, wiss. Muvirus mu, mit Enterobacteria-Phage Mu, Morphotyp Myovirien) zu den DNA-transponierbaren Elementen. Die Phagen vermehren sich im Stadium als Provirus, also im Genom integriert durch Transposition.

## Eukaryotische Transposons
Eukaryotische Transposons sind nur teilweise ähnlich den prokaryotischen Vertretern. Vor allem die Transpositionsmechanismen sind recht unterschiedlich und einige DNA-Transposons weisen auch eine Intron-Exon-Struktur auf.
Recht bekannt ist das Ac-Element, an dem Barbara McClintock 1951 beim Mais „springende“ Elemente postulierte und dafür 1983 einen Nobelpreis erhielt.
In Drosophila melanogaster sind die p-Elemente bekannte Vertreter von DNA-Transposons.
Auch in dem parasitären Rafflesiengewächs Sapria himalayana wurden zahlreiche Transposons (und auch Introns) gefunden.

### Polintons (Mavericks)
Polintons (auch Mavericks genannt) sind große DNA-Transposons, die Gene mit einer Homologie zu viralen Proteinen enthalten und häufig in eukaryotischen Genomen zu finden sind.
Sie wurden erstmals Mitte der 2000er Jahre entdeckt und sind die größten und komplexesten bekannten DNA-Transposons.
Bekannte Polintons kodieren für bis zu 10 einzelne Proteine.
Sie haben ihren Namen von zwei Schlüsselproteinen, einer Typ-B-DNA-Polymerase (PolB) und einer Retrovirus-ähnlichen Integrase, der Suffix -on zeigt an,  dass es sich um Transposons handelt.
Da sie (teilweise) Viruskapsid-ähnliche Proteine tragen und wegen ihrer Fähigkeit zur Selbstreplikation wurde vermutet, dass (diese) Polintons Virionen bilden können und daher als „Polintoviren“ (englisch polintoviruses) bezeichnet werden sollten.
Diese Terminologie war jedoch mangels experimenteller Bestätigung zunächst noch nicht allgemein akzeptiert (Stand 2015).
Wie sich aber zeigte, kodieren die Adintoviridae für beide Polinton-Schlüsselproteine (die Typ-B-DNA-ploymerase und die Retrovirus-ähnliche Integrase). Auch bei den Adenoviren (Adenoviridae) und Bidnaviren (Bidnaviridae), sowie bei den Virophagen scheinen Polintons am Beginn der evolutionären Entwicklung gestanden zu haben.
Das International Committee on Taxonomy of Viruses (ICTV) hat daher die beiden Virusklassen Virophaviricetes (ursprünglich Maveriviricetes) und Polintoviricetes (mit der Familie Eupolintoviridae, ursprünglich Adintoviridae) innerhalb des (neuen) Phylums Preplasmiviricota eingerichtet, um solche Polinton-ähnliche Viren (englisch polinton-like viruses, PLVs) aufzunehmen.
Insbesondere gehören die vom ICTV bisher (Stand 1. Juli 2023) bestätigten Virophagen (Riesenviren parasitierende Viren) zu den Maveriviricetes; es gibt aber offenbar Hinweise auf Virophagen auch in der weiteren Verwandtschaft dieser Klasse. Gemeinsames Merkmal ist, dass sie alle Polinton-ähnlich (also PLVs) sind. Ein Beispiel ist „Preplasmiviricota sp. Gezel-14T“ (PLV ‘Gezel-14T), über weitere berichteten Christopher M. Bellas et al. im April 2023, die u. a. den Gossenköllesee in Tirol untersuchten. Sonya A. Widen et al. berichteten im Juni desselben Jahres über Polinton-vermittelten horizontalen Gentransfer (HGT) bei Eukaryoten, insbesondere auch bei Tieren wie den Fadenwürmern Caenorhabditis briggsae und C. plicata.

## Trivia
Ein synthetisches Transposon (Sleeping Beauty) ist von der International Society for Molecular and Cell Biology and Biotechnology Protocols and Researches (ISMCBBPR ) als „Molekül des Jahres 2009“ ausgezeichnet worden. Es gilt als Meilenstein für die gentechnische Veränderung von Eukaryoten.